# 欧亚攀雀

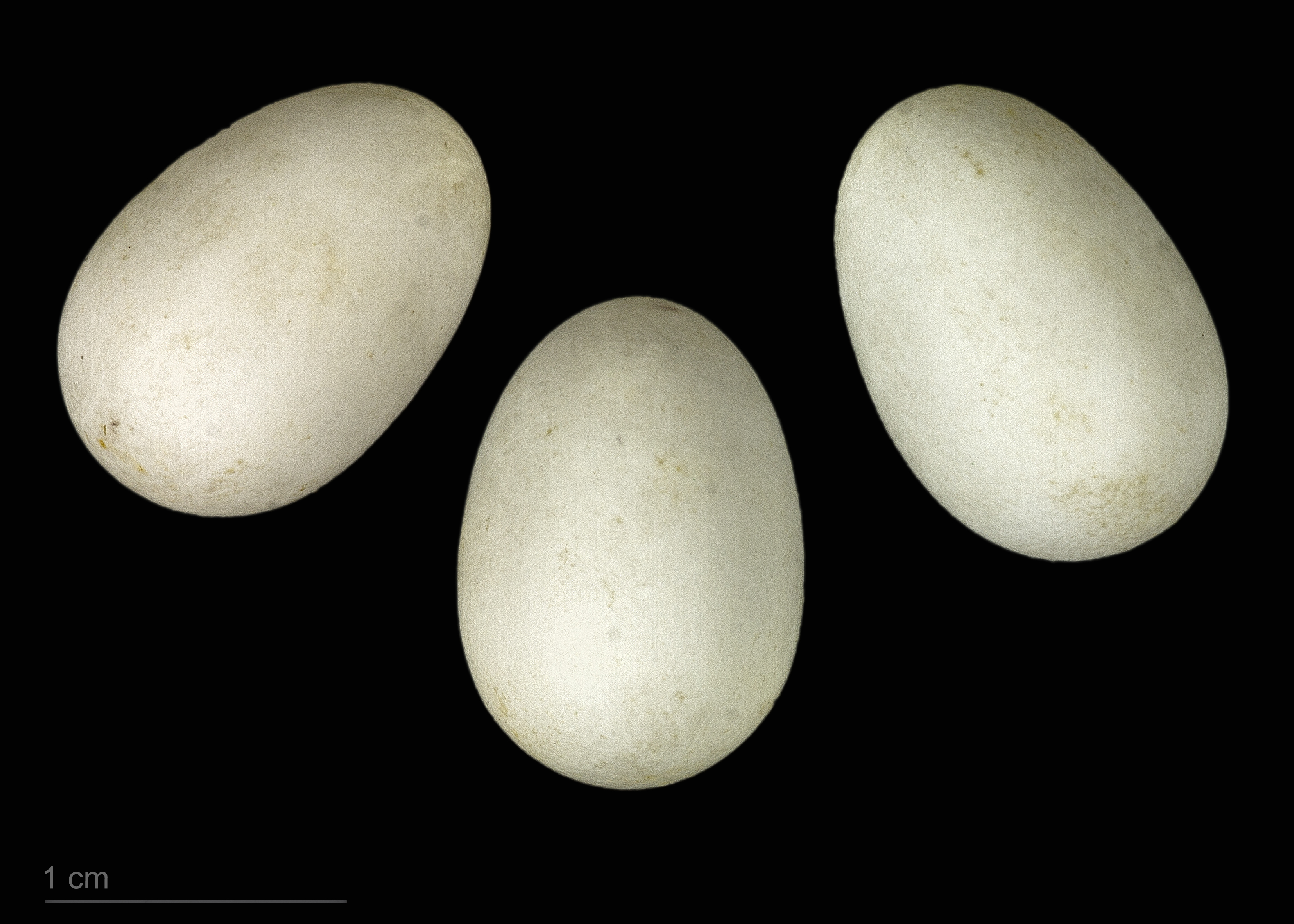
卵 Remiz pendulinus

欧亚攀雀（学名：[Remiz pendulinus] 错误：{{Lang}}：文本有斜体标记（帮助））为攀雀科攀雀属的鸟类，俗名洋红儿。

## 特征
欧亚攀雀体长约11厘米，体重约9.3克，翼长约56.1毫米，嘴峰长约10.6毫米，喙宽度约3.1毫米，喙厚度约3.9毫米，跗蹠长约13.7毫米，尾长约48.5毫米。顶冠为灰色，自额先向后具有黑色过眼纹，背部为棕色；尾部为凹形。欧亚攀雀是候鸟，其栖息在半开放的湖泊、沼泽等湿地环境中，食性为杂食性，主要食物来源是陆生无脊椎动物。

## 分布
分布于欧亚大陆各地，包括西伯利亚、蒙古、朝鲜、日本、巴基斯坦、印度，包括中国大陆的黑龙江、吉林、辽宁、宁夏、新疆、华北、长江中下游以至云南等地，一般栖息于近水的苇丛和柳、桦、杨等阔叶树间。该物种的模式产地在欧洲波兰、立陶宛、匈牙利、意大利。

## 亚种
- [R. p. pendulinus] 错误：{{Lang}}：文本有斜体标记（帮助）：分布于欧洲至乌拉尔山脉、高加索山脉和土耳其西部。
- [R. p. menzbieri] 错误：{{Lang}}：文本有斜体标记（帮助）：分布于土耳其南部和东部至亚美尼亚和伊朗西北部。
- [R. p. caspius] 错误：{{Lang}}：文本有斜体标记（帮助）：分布于哈萨克斯坦西北部（伏尔加和乌拉尔平原）至里海。
- [R. p. jaxarticus] 错误：{{Lang}}：文本有斜体标记（帮助）：分布于东乌拉尔至西西伯利亚和北哈萨克斯坦。[4]